# Einband-Europameisterschaft 1953

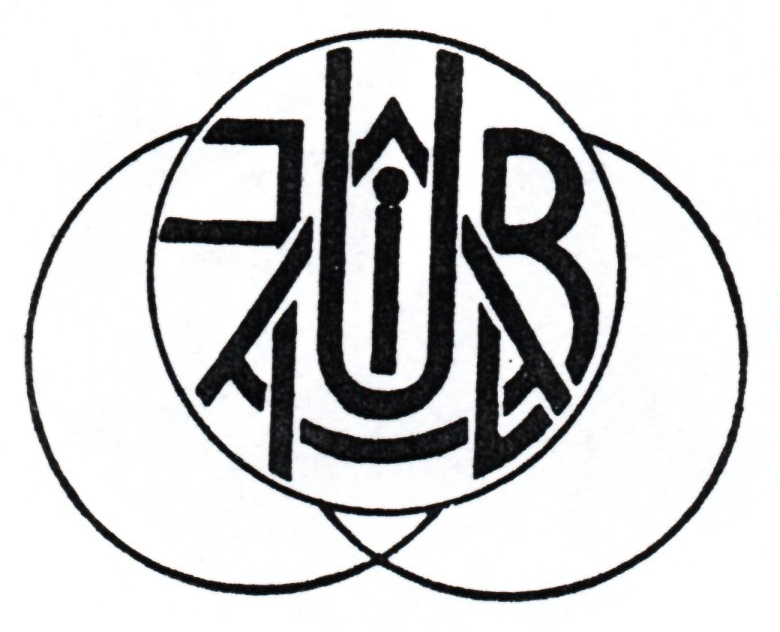
Logo UIFAB (ausrichtender Verband)

Veranstaltungsort: Valencia

Die Einband-Europameisterschaft 1953 war das 4. Turnier in dieser Disziplin des Karambolagebillards und fand vom 12. bis zum 15. März 1953 in Valencia statt. Es war die dritte Einband-Europameisterschaft in Spanien.

## Geschichte
Eine sehr knappe Entscheidung gab es bei der Einband-EM in València. Im letzten und entscheidenden Spiel des Turniers traf de Spanier Joaquín Domingo auf den Titelverteidiger René Vingerhoedt. Da Vingerhoedt gegen den Franzosen Louis Chassereau verloren hatte, brauchte er einen Sieg. Er führte dann auch mit 143:118 in der 45 Aufnahme. In den nächsten drei Aufnahmen gelangen ihm aber nur noch sechs Punkte. Domingo erzielte 32 Punkte und gewann denkbar knapp mit 150:149 in 48 Aufnahmen und wurde Europameister.

## Turniermodus
Hier wurde im Round Robin System bis 150 Punkte gespielt. Es wurde mit Nachstoß gespielt. Damit waren Unentschieden möglich.
Bei MP-Gleichstand (außer bei Punktgleichstand beim Sieger) wird in folgender Reihenfolge gewertet:
1. MP = Matchpunkte
2. GD = Generaldurchschnitt
3. HS = Höchstserie

## Abschlusstabelle
| MP    | Match Points (Sieger = 2; Unentschieden = 1; Verlierer = 0) |
| Pkte. | Erzielte Karambolagen                                       |
| Aufn. | Benötigte Versuche                                          |
| GD    | Generaldurchschnitt                                         |
| BED   | Bester Einzeldurchschnitt eines Spielers                    |
| HS    | Höchstserie                                                 |
|       | Bester GD des Turniers                                      |
|       | Bester ED des Turniers                                      |
|       | Beste HS des Turniers                                       |
|       | 1. Platz (Gold)                                             |
|       | 2. Platz (Silber)                                           |
|       | 3. Platz (Bronze)                                           |

| Platz                     | Name               | MP   | Pkte. | Aufn. | GD   | BED  | HS |
| ------------------------- | ------------------ | ---- | ----- | ----- | ---- | ---- | -- |
| 1                         | Joaquín Domingo    | 14:0 | 1050  | 305   | 3,44 | 6,52 | 33 |
| 2                         | René Vingerhoedt   | 11:3 | 1049  | 268   | 3,91 | 6,52 | 38 |
| 3                         | Clément van Hassel | 8:6  | 941   | 311   | 3,02 | 4,05 | 22 |
| 4                         | Henk Metz          | 8:6  | 849   | 353   | 2,40 | 3,06 | 24 |
| 5                         | Raoul Vidal        | 6:8  | 810   | 380   | 2,13 | 2,45 | 25 |
| 6                         | Louis Chassereau   | 5:9  | 945   | 399   | 2,36 | 3,84 | 26 |
| 7                         | Josef Bolz         | 4:10 | 932   | 405   | 2,30 | 2,58 | 21 |
| 8                         | Manuel Peco        | 0:14 | 672   | 359   | 1,87 | –    | 15 |
| Turnierdurchschnitt: 2,60 |                    |      |       |       |      |      |    |